# Depot – Kunst und Diskussion
Das Depot – Kunst und Diskussion (früher: Depot. Kunst und Diskussion) ist eine Institution in Wien-Neubau, an der Kunst, Wissenschaft und Gesellschaft in Austausch treten. Das Depot veranstaltet pro Jahr etwa 100 Diskussionen, Vorträge, Tagungen und Workshops bei freiem Eintritt. Die Veranstaltungen richten sich an ein breites, kulturinteressiertes Publikum und widmen sich Themen aus Kunsttheorie und Kunstkritik, Gesellschaft, Migration, Politik, Gender Studies, Queer Studies, Philosophie und Soziologie.

## Geschichte
Als gemeinnütziger Verein 1994 von der damaligen Bundeskuratorin Stella Rollig gegründet, war das Depot – Kunst und Diskussion ursprünglich im MuseumsQuartier angesiedelt. Auf etwa 50 Quadratmetern wurden durchschnittlich vier Veranstaltungen pro Monat kuratiert. 1997 übernahm Wolfgang Zinggl als neuer Bundeskurator die Leitung des Depot. Im Jahr 1999 wurden bereits 176 Depot-Veranstaltungen von insgesamt 12.500 Personen besucht. Nach dem Konzept des Depot entstanden ähnliche Institutionen in anderen Städten, z. B. in Hamburg, Stuttgart, Berlin und New York. Im Jahr 2001 übersiedelte das Depot in die Breite Gasse 3.
Seit Beginn der Schwarz-Blauen Koalition im Jahr 2000 musste das Depot aufgrund mangelnder Förderungen mehrfach schließen und konnte nur durch ein Solidaritätsprogramm von etwa dreißig Institutionen – darunter SOHO Ottakring, Viennale, Der Standard, Kunstuniversität Linz, Amnesty International und das Literaturhaus Wien – sowie ehrenamtliche Arbeit der gekündigten Mitarbeitenden am Leben erhalten werden. Der Normalbetrieb konnte erst nach Erhalt der Förderzusagen wieder aufgenommen werden.
Das Depot diente auch als Ort der Vernetzung für diverse zivilgesellschaftliche Initiativen. So fanden unter anderem die Gründungstreffen vom Verband feministischer Wissenschafteri*nnen, Attac Österreich und der IG Architektur im Depot statt. Auch die Zeitschrift MALMOE sowie Radio Orange 94.0 hatten ihre Erstpräsentationen im Depot.